# Первый субботник (сборник рассказов)
«Пе́рвый суббо́тник» — сборник рассказов Владимира Сорокина, опубликованный в 1992 году (издательство «Русслит», тираж 25 000 экземпляров) и затем полностью включённый в «Собрание сочинений в двух томах» (издательство «Ад Маргинем», 1998).
Сборник включает 29 рассказов, почти все они написаны в 1979—1984 гг. и относятся, наряду с романами «Норма», «Тридцатая любовь Марины» и др., к раннему периоду творчества писателя, посвящённому «деконструированию социалистического реализма». Сборник снабжён также предисловием за подписью «Алексей Ивантеев», деконструирующим критическое высказывание соцреалистического типа. По мнению писателя Александра Толмачёва,

в цикле рассказов «Первый субботник» Сорокин концентрируется на точке перегиба нравственности, на том мгновении, когда реальность ныряет в сон-полубред, когда внутри глухим щелчком отключается «цензура». Все рассказы-миниатюры цикла построены по сходному двучастному плану: первая часть представляет мастерски изображенную бытовую картину советского времени, которая неотвратимо перерастает-перегибается во вторую часть, дико-неожиданную, пестрящую типичными сорокинскими приемами оглушить читателя, подавить в нем привычного «человека».

## Состав сборника
1. Сергей Андреевич
2. Соревнование
3. Геологи
4. Желудевая Падь
5. Заседание завкома
6. Прощание
7. Первый субботник
8. В Доме офицеров
9. Санькина любовь
10. Разговор по душам
11. Возвращение
12. Тополиный пух
13. Вызов к директору
14. В субботу вечером
15. Деловое предложение
16. Проездом
17. Любовь
18. Свободный урок
19. Кисет
20. Поминальное слово
21. Поездка за город
22. Открытие сезона
23. Обелиск
24. Дорожное происшествие (1991)
25. Памятник
26. Возможности
27. Морфофобия
28. Соловьиная роща
29. Ночные гости